# Saucisson d'Arles
Le saucisson d'Arles est une charcuterie inventée à Arles, en 1655, par le charcutier arlésien Godart.

## Historique
Le charcutier Godart eut un tel succès avec son saucisson, ou sosisol, qu'il le commercialisa jusqu'à Paris. Actuellement, c'est la maison Genin, à Arles, qui continue la tradition.

## Composition
C'est un mélange de viande maigre de porc et de bœuf, de gras de porc, de sel et de différentes épices. De forme cylindrique gris rose, et d'un poids de 300 grammes environ, il a une longueur de 15 à 20 centimètres pour un diamètre variant entre 4 et 5 centimètres.

## Accord mets / vin
Traditionnellement, il est conseillé d'accompagner cette charcuterie, soit d'un vin rosé ou d'un vin blanc, mais surtout d'un vin rouge régional (vignoble de Provence, vignoble du Languedoc ou vignoble de la vallée du Rhône). Les Arlésiens le dégustent en apéritif avec un verre de pastis.